# Околоцветник

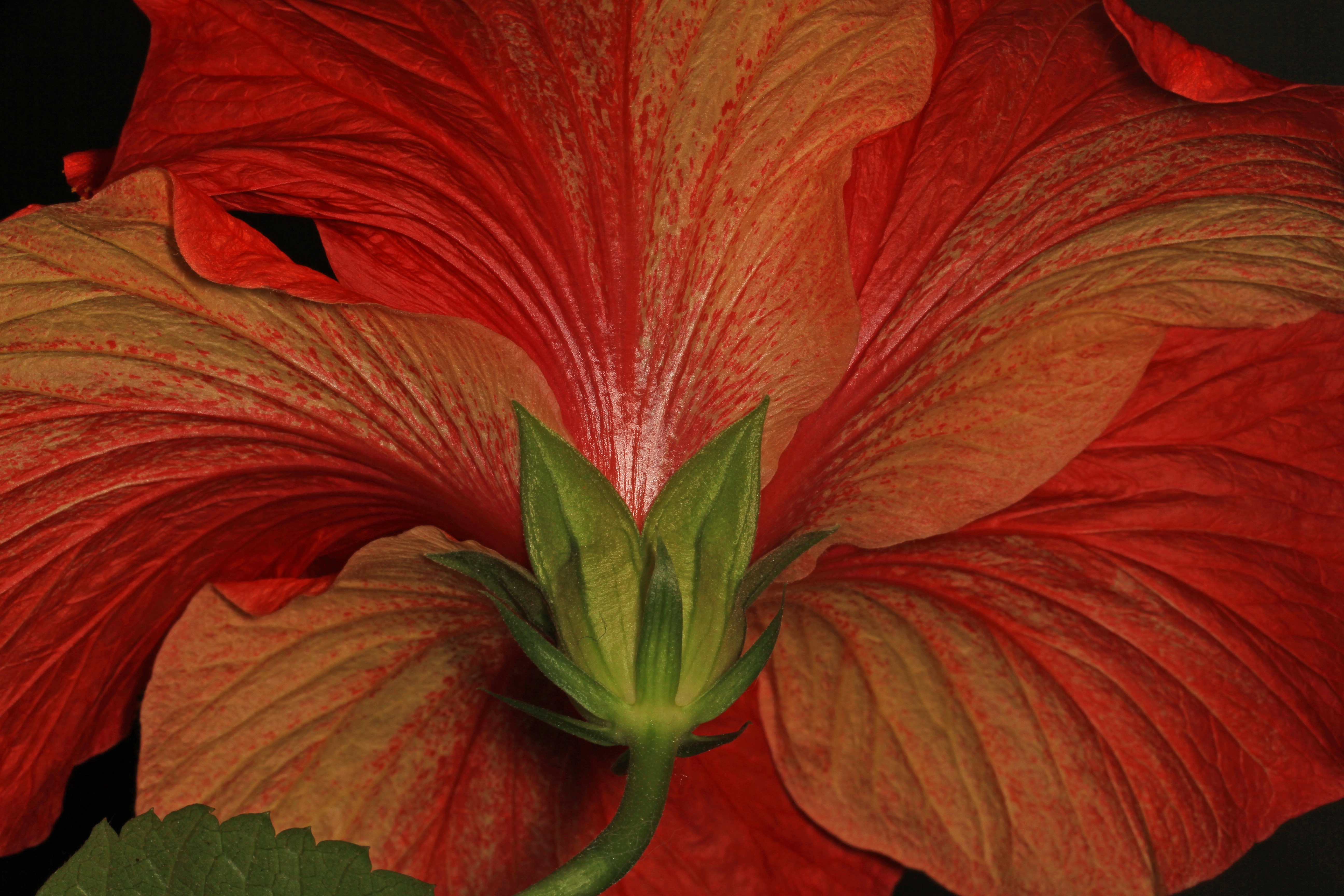
Двойной околоцветник гибискус|гибискуса (Hibiscus): зелёная чашечка и ярко-коралловый венчик

Основные части распустившегося цветка

Околоцветник (лат. perianthium) — стерильная часть цветка, защищающая более нежные репродуктивные органы: тычинки и пестики.
Элементы околоцветника называются листочками околоцветника (лат. tepal), или сегментами околоцветника. Чаще всего околоцветник состоит из двух кругов листочков: внешние зелёные листочки называют чашелистики (сепалии, лат. sepala), образуют чашечку, а окрашенные — лепестки (петалии, лат. pétalum), образуют внутренний круг — венчик, но встречаются редуцированные околоцветники, или околоцветники, листочки которых трудно дифференцировать на чашелистики и лепестки.

## Этимология
Термин околоцветник — русский перевод латинизированного греческого слова περίάνθος (лат. perianthium), образованного от περί с греч. — «вокруг» и άνθος с греч. — «цветок». Термин архаичный и неудачный, так как чашечка и венчик являются частью цветка, а не нечто вокруг цветка. Но исторически в ботанике используется именно такая терминология.

## Виды околоцветников
По структуре околоцветнкики разделяют на:
- беспокровный, голый или незаметный[2] — цветок лишен околоцветника, встречается у небольшого числа видов (белокрыльник, ива).
- простой — все листочки одинаковы, лепестки отсутствуют или нет явных различий между чашелистиками и лепестками.  
  - простой чашечковидный — листочки зелёного цвета, называются чашелистиками и образуют чашечку, встречается реже (щавель, свёкла),
  - простой венчиковидный — листочки одинаковы, обычно окрашены в различные цвета, называют лепестками и образуют венчик, встречается чаще (гусиный лук, тюльпан),
  - недифференцированный — листочки одинаковы, но расположены не в мутовке, а по спирали или в два оборота (магнолия, однодольные).
- двойной — листочки дифференцированы на чашелистники (внешний круг) и лепестки (внутренний круг), встречается у подавляющего большинства растений (вишня, колокольчик, гвоздика)

Виды околоцветника
Беспокровный околоцветник
Простой чашечковидный околоцветник
Простой венчиковидный  околоцветник
Двойной околоцветник (чашечка и венчик дифференцированы)

И чашелистики, и лепестки могут иметь устьица и жилки, даже если они рудиментарные.

## Симметрия околоцветника
По симметрии околоцветники можно разделить на:
- Актиноморфный — тип околоцветника с лучевой симметрией. Через такой околоцветник можно провести две и более плоскостей симметрии. Название происходит от греческих aktis (aktinos) - луч и morpe - форма.
- Зигоморфный — тип околоцветника с зеркальной симметрией. Через такой околоцветник можно провести только одну плоскость симметрии, разделяющую цветок на две зеркальные половины. Название происходит от греческих zygon - пара и morpe - форма.
- Асимметричный — тип околоцветника, через который нельзя провести ни одну плоскость симметрии.
- Со шпорцем — имеются случаи образования шпорцев — особых полых выпячиваний у отдельных лепестков. Появление шпорцев связывают с особенностями опыления. В полости шпорца обычно накапливается нектар, выделяемый его стенками или специальными нектарниками[3].
- Сростнолепестный — вариант околоцветника, у которого отдельные лепестки срастаются вместе, радиальная симметрия. В 19 веке растения с таким околоцветником выделяли в отдельную группу — Сростнолепестные. Сростнолепесный венчик возник из свободнолепестного независимо в разных линиях эволюции цветковых растений[4]. В 19 веке растения со свободнолепестным околоцветником выделяли в отдельную группу — Раздельнолепестные.

Симметрия околоцветника
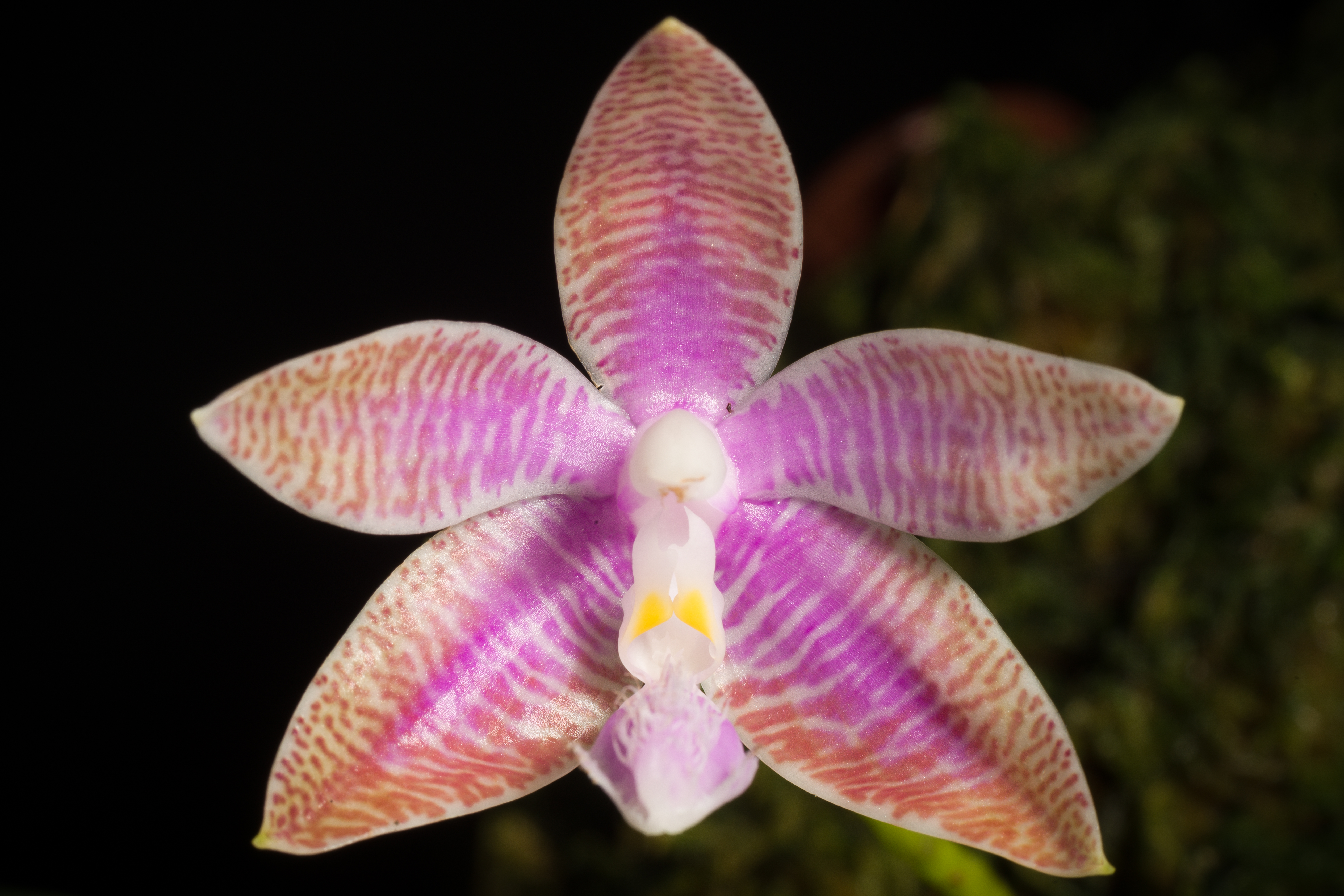
Зигоморфный околоцветник фаленопсиса иероглифического (Phalaenopsis hieroglyphica), как и у всех орхидных, состоит из трёх чашелистника, двух лепестков и отдельного лепестка — губы со шпорцем.
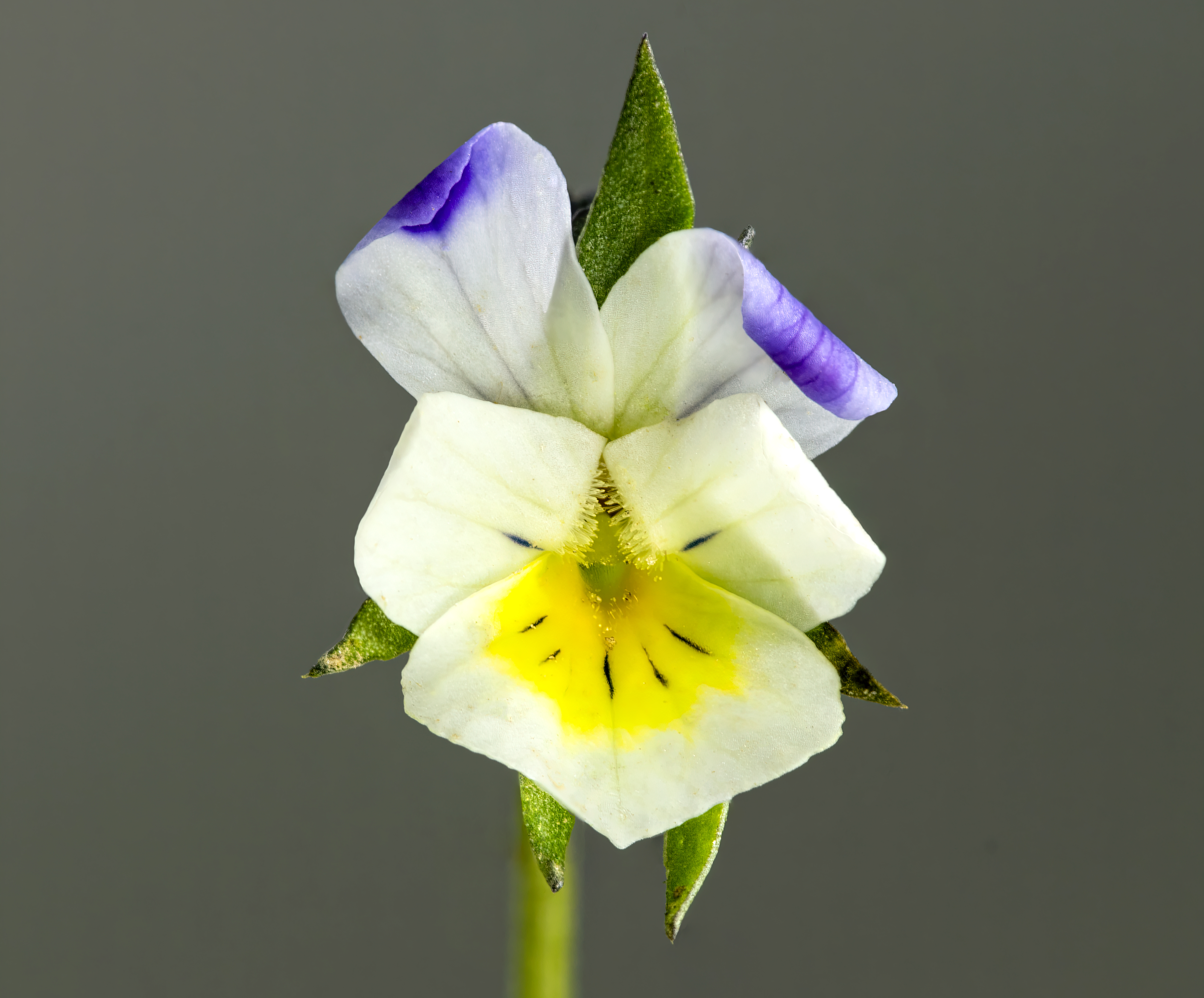
Цветок фиалки полевой (Viola arvensis) с зигоморфным околоцветиком
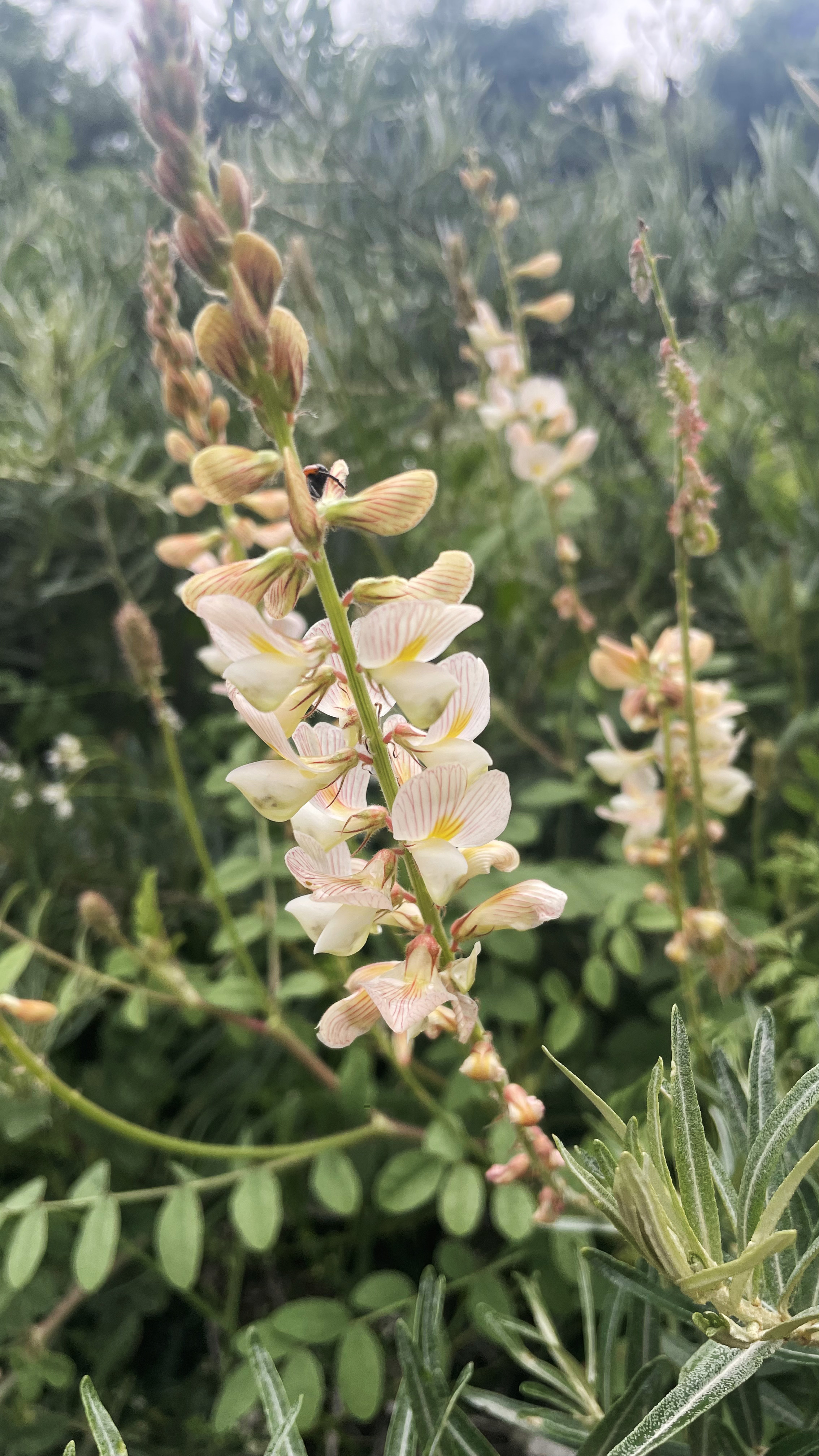
Соцветие эспарцета Боброва (Onobrychis bobrovii). Цветки с зигоморфным околоцветником. Венчик мотылькового типа
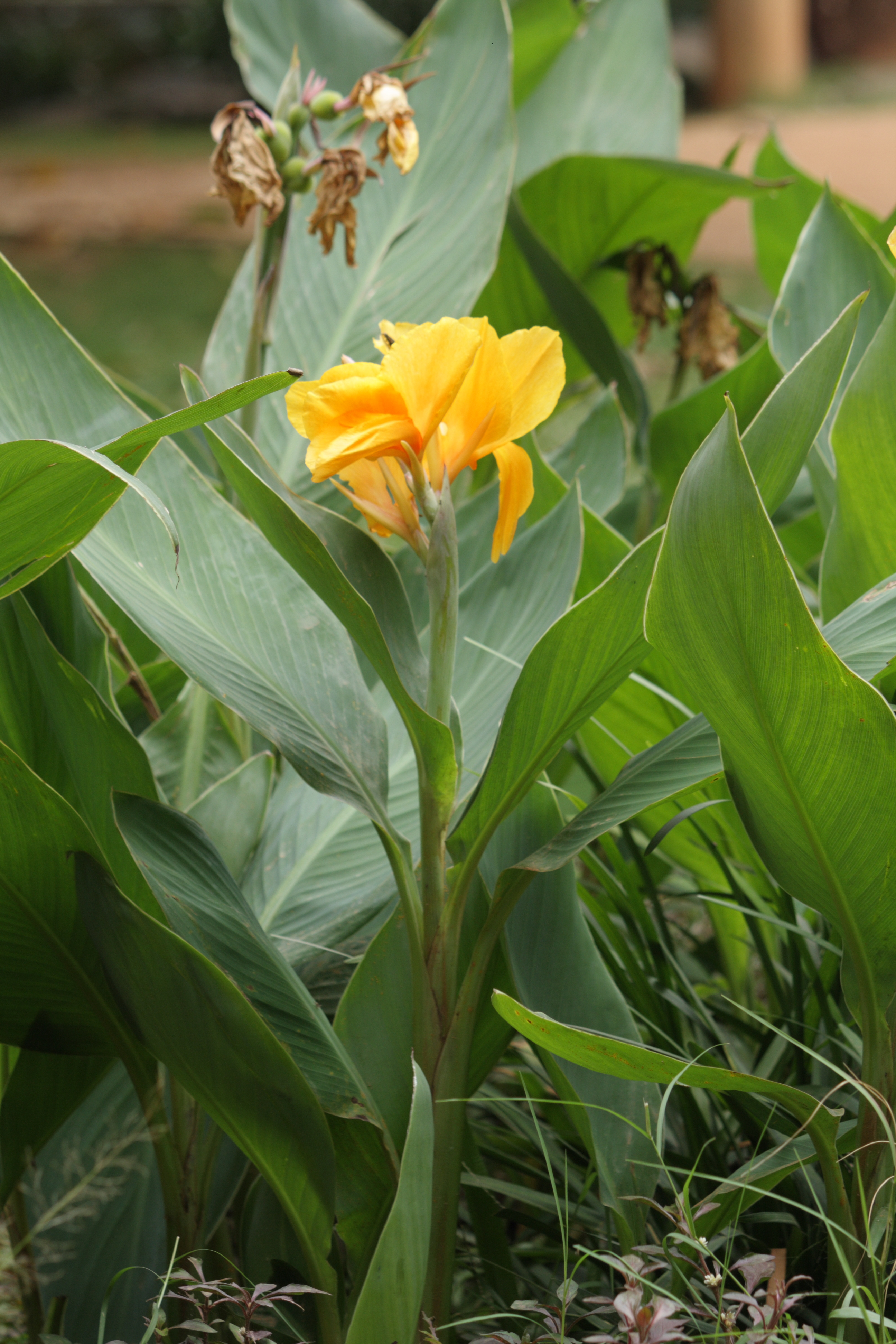
Цветки канны индийской (Canna indica) с асимметричным околоцветиком
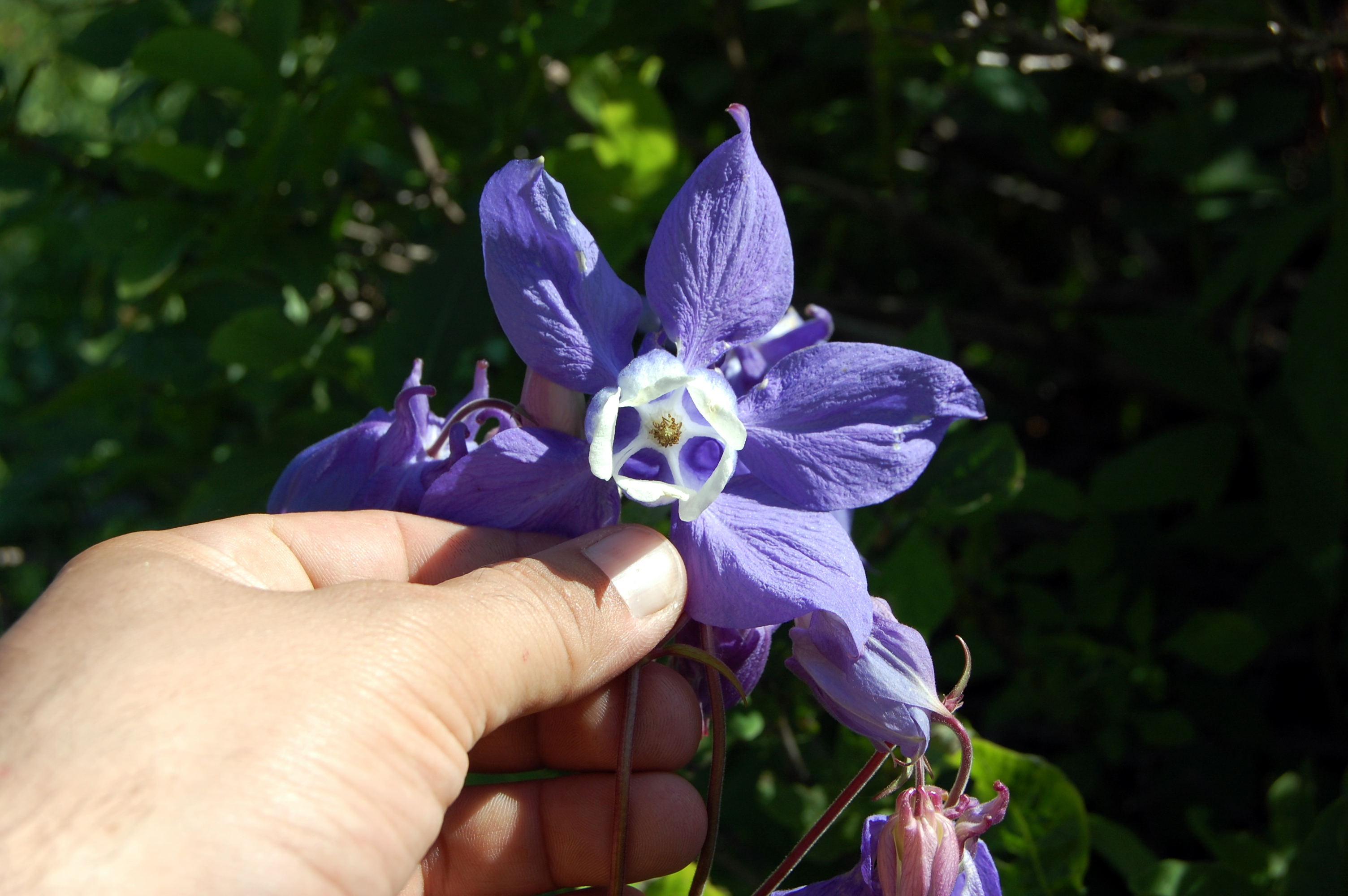
Цветок водосбора олимпийского (Aquilegia olympica) со шпорцами
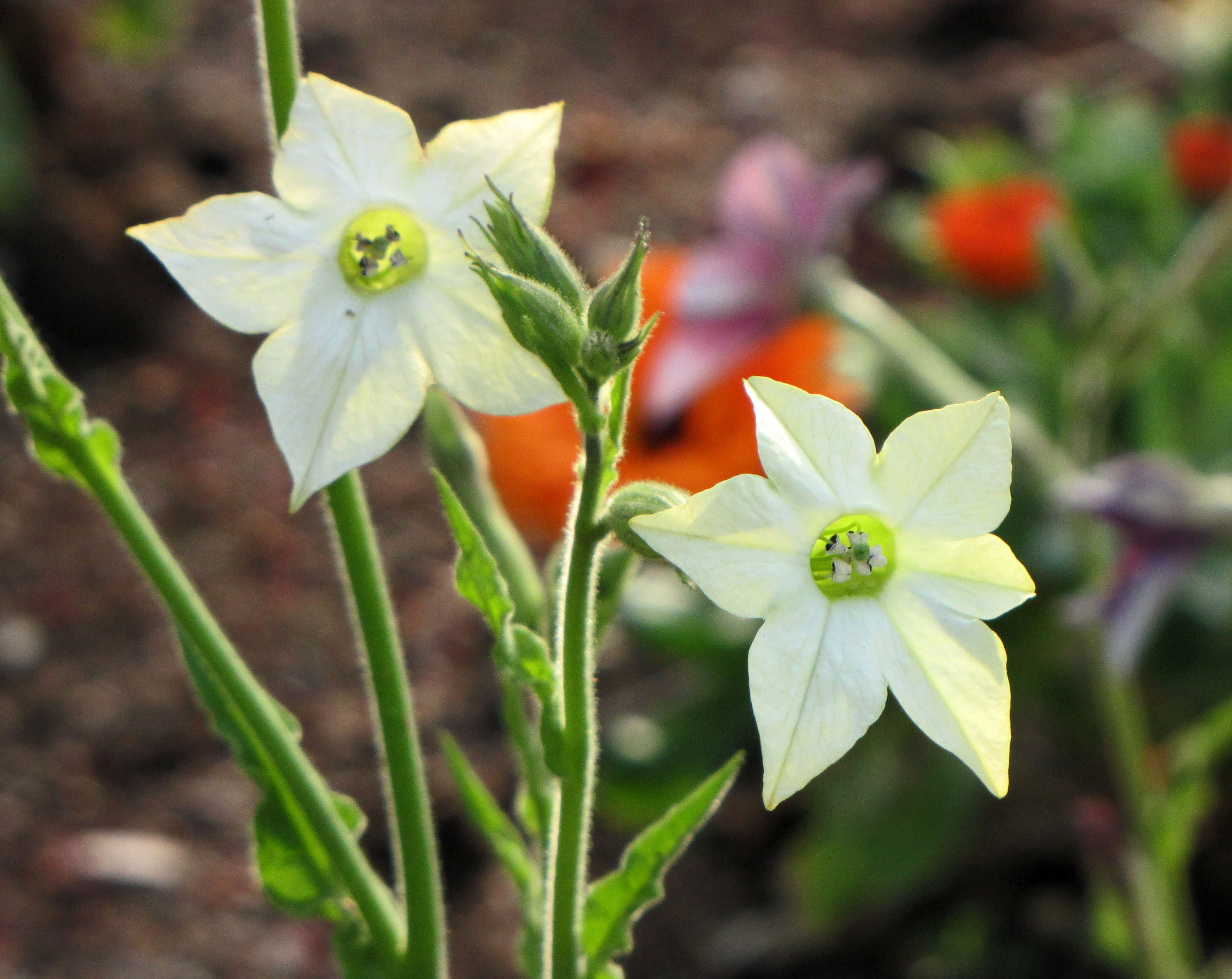
Цветки табака крылатого (Nicotiana alata) с частично сростнолепестковым околоцветником
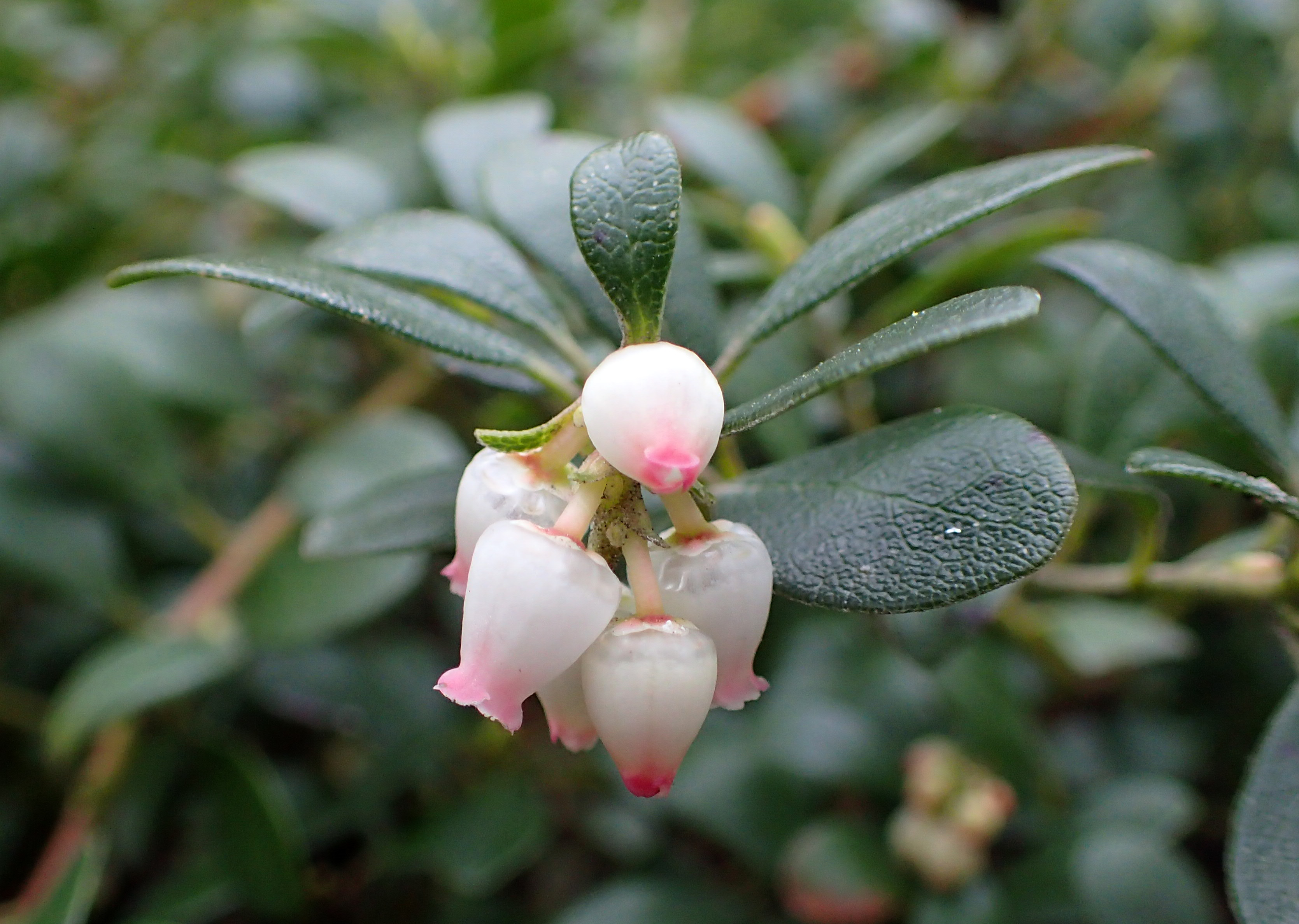
Цветки толокнянки обыкновенной (Arctostaphylos uva-ursi) со сростнолепестковым околоцветником

## Листочки околоцветника
Если околоцветник не голый, он состоит из листочков околоцветника. Благодаря многообразию биологических функций, выполняемых листочками околоцветника, они подвергаются самым разнообразным морфологическим видоизменениям. Листочки околоцветника помимо механической защиты тычинок и пестика могут служить для привлечения опылителей или животных для зоохории, для механической поддержки венчика, ловли жертв у насекомоядных растений, создания летательных аппаратов для распространения плодов с семенами ветром и т. д.
В общем случае листочки околоцветника (лат. tepal) дифференцируют на чашелистики  и лепестки.
Чашелистики (сепалии, лат. sepala) — обычно эти листочки околоцветника зелёного цвета, они произошли от верховых вегетативных листьев. Они видоизменились в ходе эволюционного развития, чтобы наиболее эффективно выполнять свои функции. Чашелистики защищают цветок на стадии бутона и служат дополнительным органом для фотосинтеза. У некоторых растений, например, у видов рода Водосбор (Aquilegia) чашелистки окрашены в различные яркие цвета и выполняют функции лепестков — приманивают опылителей.
Лепестки (петалии, лат. pétalum) — обычно окрашенные листочки околоцветника. Лепестки эволюционно произошли от тычинок. Обычно их задача — привлекать опылителей. При этом у некоторых растений (семейство Магнолиевые (Magnoliaceae), род Пион (Paeonia)) лепестки произошли от чашелистиков, такой околоцветник называют простым, а листочки околоцветника недифференцируемые).
Губа или лабеллум (лат. labellum) — часть околоцветника, образованная двумя или тремя сросшимися чашелистиками или лепестками. Также губой называется нижний, более крупный листочек зигоморфного (неправильного) околоцветника или верхняя и нижняя части двугубого венчика или чашечки. Такое образование, как губа, характерно для растений, относящихся к порядку Ясноткоцветные (этот порядок ранее так и назывался — Губоцветные), а также для представителей семейства Орхидные.   

Многообразие листочков околоцветника
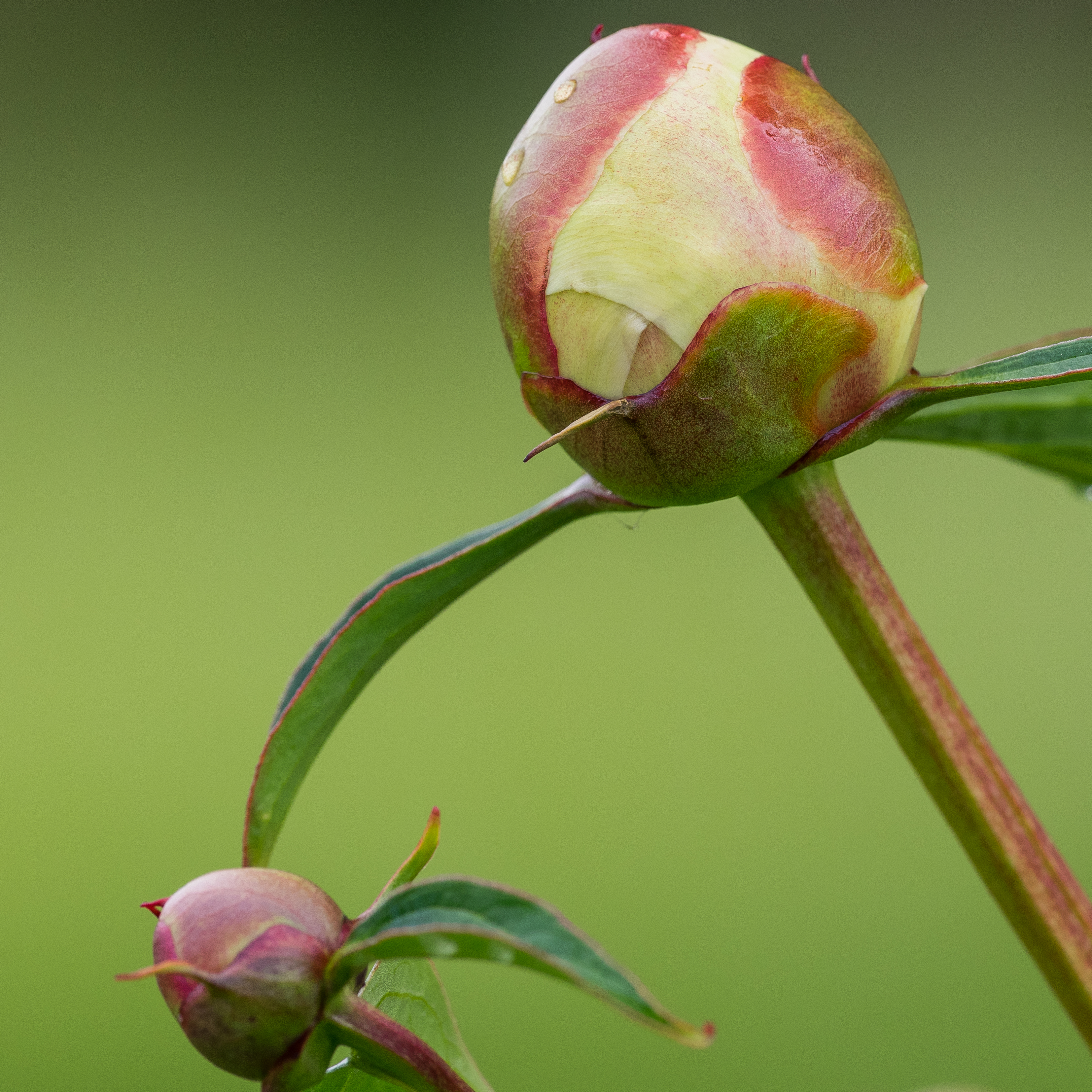
У пиона лепестки произошли от чашелистиков, а не от тычинок
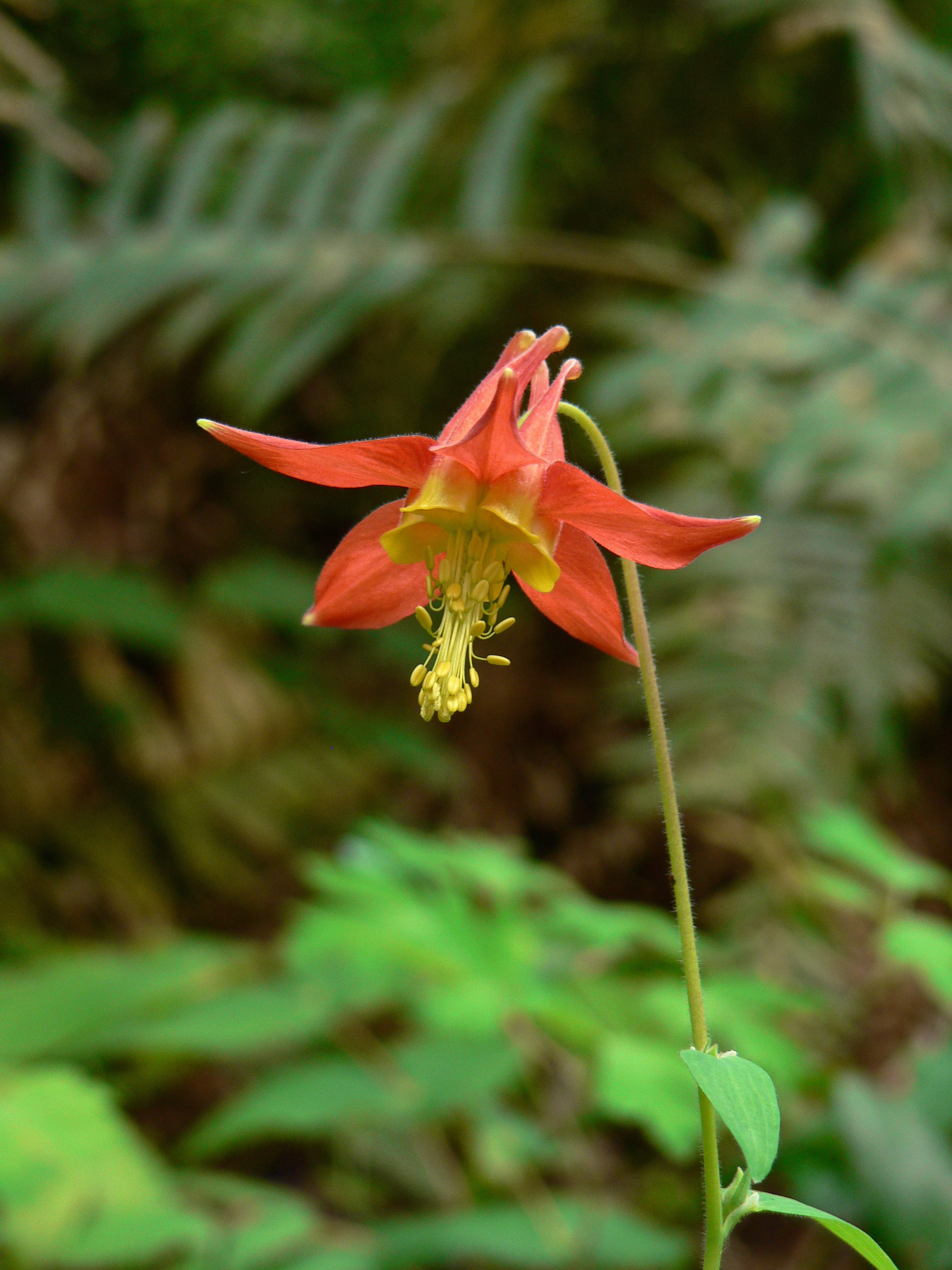
У видов рода Водосбор (Aquilegia) чашелистки окрашены в различные цвета. У водосбора прекрасного (Aquilegia formosa) чашелистики красного цвета, а лепестки — жёлтого
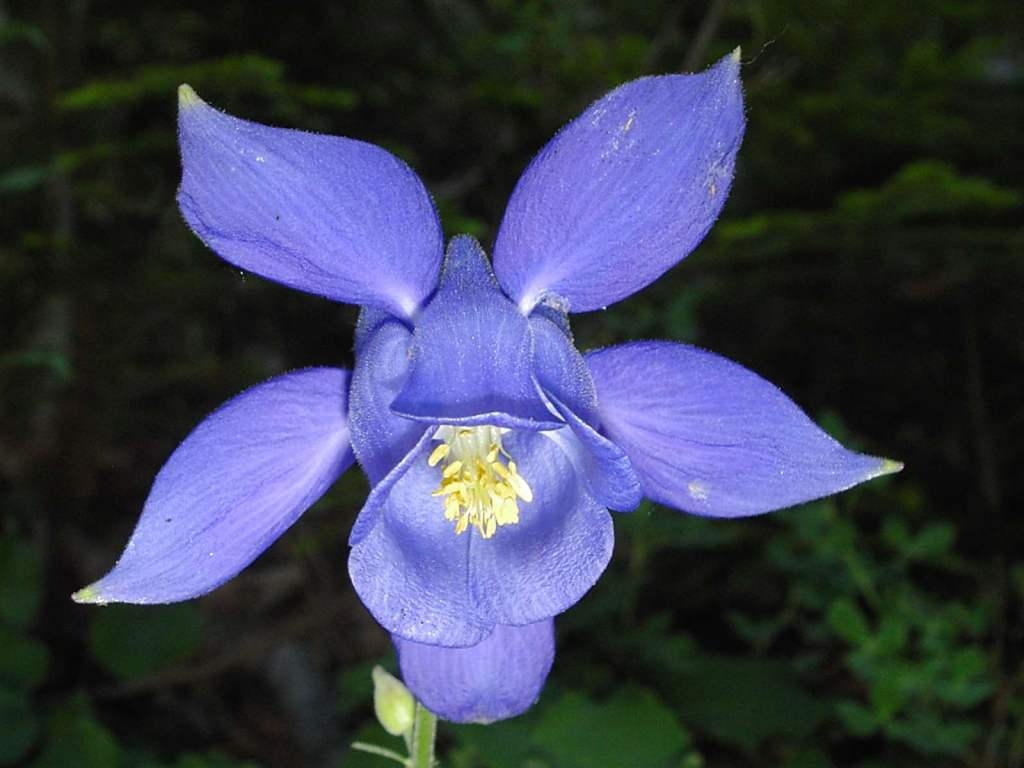
Цветок водосбора Берталонии (Aquilegia bertolonii). Пять чашелистиков синего цвета и пять синих лепестков, почти образующих корону (см. ниже)
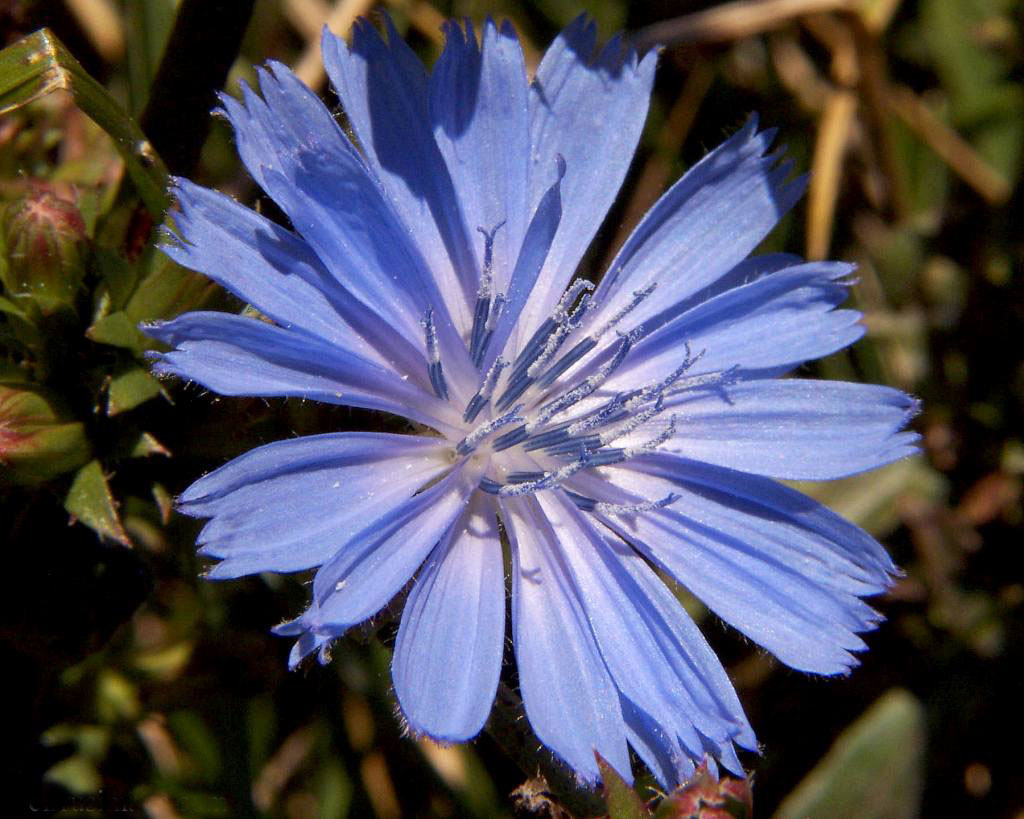
Корзиночное соцветие цикория. Венчики язычковых цветков состоят из пяти сросшихся лепестков и выглядят как отдельные лепестки «цветка»-антодия

## Чашечка
Чашечка (лат. calyx) состоит из чашелистиков и образует наружный круг околоцветника. Основной функцией чашелистиков является защита развивающихся частей цветка до его распускания (в бутоне). Если чашелистики зелёные, то они являются дополнительными органами фотосинтеза, так как зелёный цвет обусловен наличием хлорофилловых зёрен.
Иногда венчик полностью отсутствует, или сильно редуцирован, а чашелистики принимают лепестковидную форму и ярко окрашены (например, у некоторых лютиковых). Чашелистики могут быть обособлены друг от друга или срастаться между собой.
Термин чашелистик был придуман Ноэлем Мартином Жозефом де Неккером в 1790 году и происходит от древнегреческого σκέπη (sképē 'покрытие'.)

В совокупности чашелистики называются чашечкой, происходит от греческого 'чашка, кубок'; оба слова взаимозаменяемы в ботанической латыни.

Чашечки
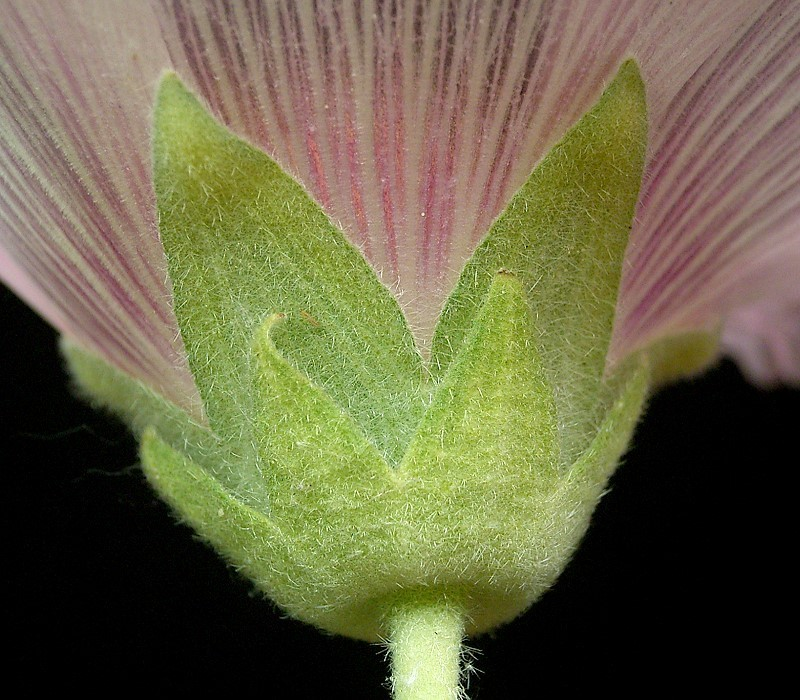
Чашечка мальвы (Alcea rosea)
Цветок одного из лютиковых — живокости, с пятью голубыми чашелистиками и белым глазком, образованным лепестками-нектарниками и лепестками-стаминодиями
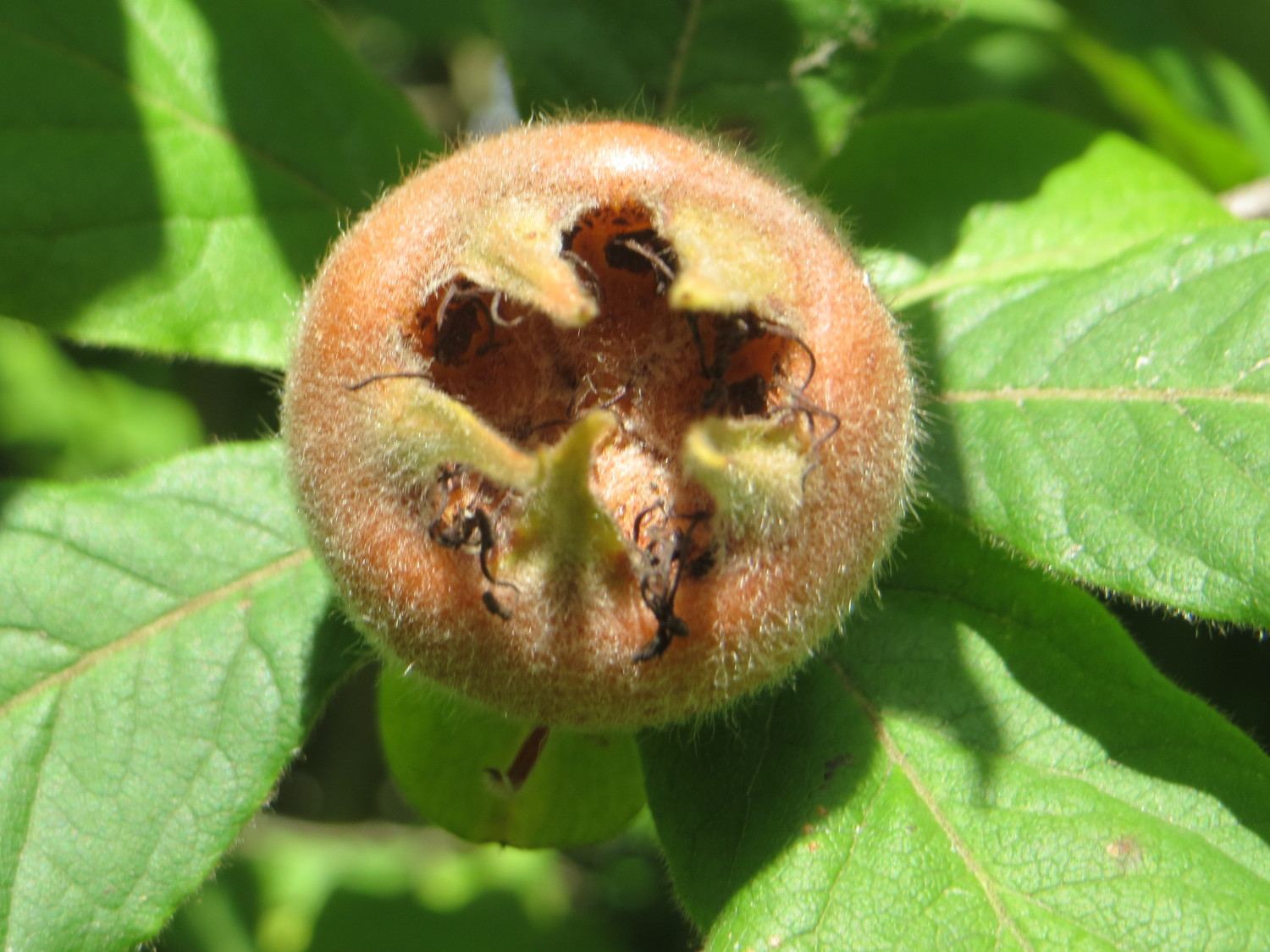
На юго-западе Англии исторически мушмула германская имела ряд вульгарных прозвищ, таких как «открытый анус» и «обезьянья задница», из-за внешнего вида его большой чашечкой[6].
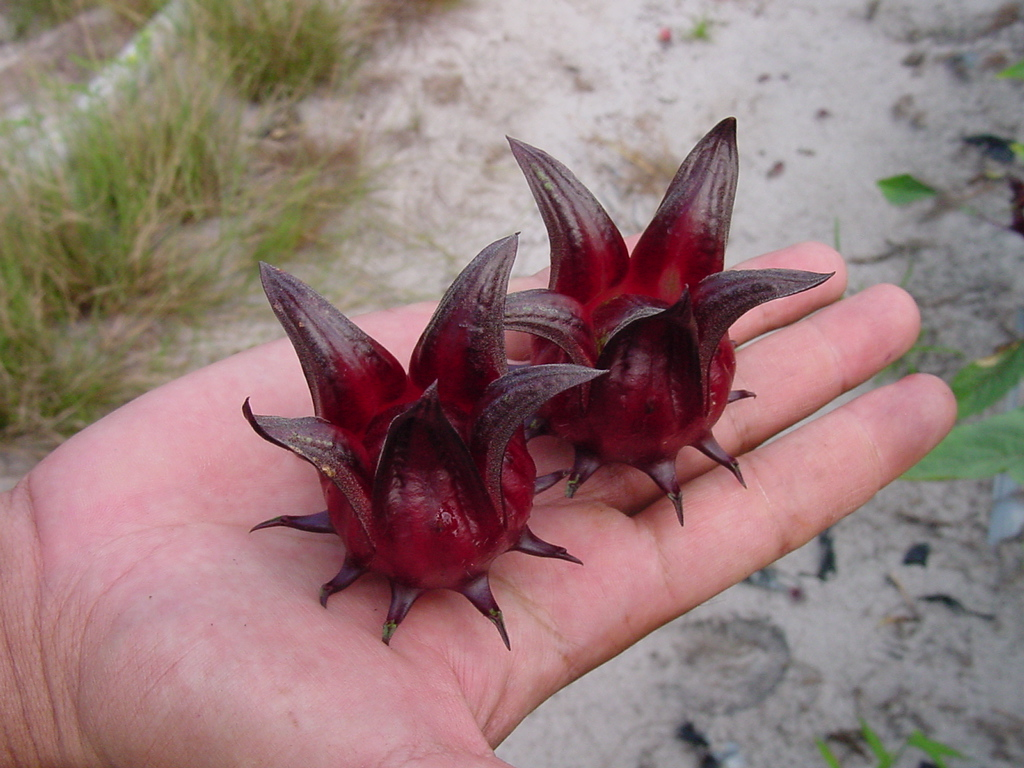
После цветения чашелистики Hibiscus sabdariffa формируют съедобные дополнительные плоды[англ.]
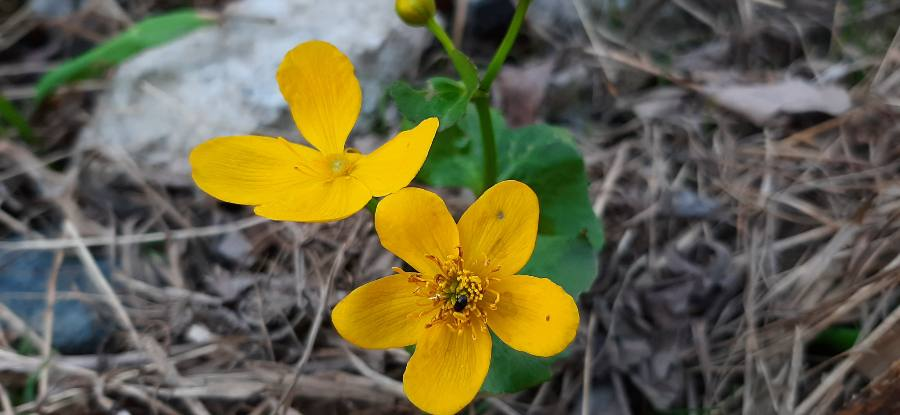
У калужницы болотной (Caltha palustris) чашечка окрашена в жёлтый цвет и выполняет функции венчика

## Венчик

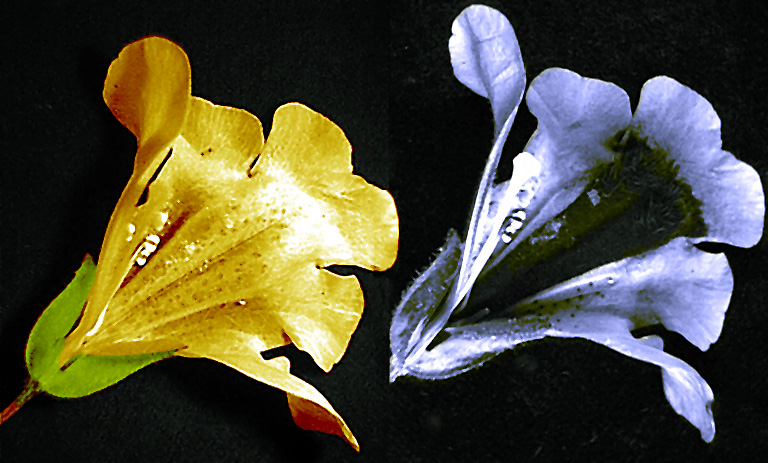
Цветок губастика в видимом свете (слева) и в ультрафиолете (справа), тёмная область на правом снимке — указатель нектара

Венчик (лат. corolla) образован различным количеством лепестков и образует следующий за чашечкой круг в цветке. Происхождение лепестков может быть связано с вегетативными листьями, но у большинства видов они представляют собой утолщённые и разросшиеся стерильные тычинки. Вблизи основания лепестков иногда образуются дополнительные структуры, которые в совокупности называют привенчиком. Как и чашелистики, лепестки венчика могут срастаться с собой краями (сростнолепестный венчик) или оставаться свободными (свободнолепестный, или раздельнолепестный венчик). Особый специализированный тип венчика — венчик мотылькового типа — наблюдается у растений из подсемейства Мотыльковые семейства Бобовые.
Венчик, как правило, — самая заметная часть цветка, отличается от чашечки более крупными размерами, разнообразием окраски и формы. Обычно именно венчик создаёт облик цветка. Окраску лепестков венчика определяют различные пигменты: антоцианы (розовая, красная, синяя, фиолетовая), каротиноиды (жёлтая, оранжевая, красная), антохлор (лимонно-жёлтая), антофеин (коричневая). Белая окраска связана с отсутствием каких-либо пигментов и отражением световых лучей. Чёрного пигмента тоже не бывает, а очень тёмная окраска цветов представляет собой очень сгущённые тёмно-фиолетовые и тёмно-красные цвета. Венчики некоторых растений в ультрафиолетовом свете выглядят иначе, чем в видимом — имеют различные узоры, пятна, линии. Всё это могут видеть пчёлы, бабочки и птицы, для которых различно окрашенные в ультрафиолете участки служат указателями нектара.
Аромат цветков создают летучие вещества, главным образом эфирные масла, которые образуются в клетках эпидермы лепестков и листков околоцветника, а у некоторых растений — в осмофорах (особых различной формы желёзках, имеющих секреторную ткань), могут образовываться также и в специальных желёзистых трихомах (волосках). Выделяющиеся эфирные масла обычно сразу испаряются.
Роль венчика заключается в привлечении насекомых-опылителей. Кроме того, венчик, отражая часть спектра солнечных лучей, днём предохраняет тычинки и пестики от перегрева, а закрываясь на ночь, создают камеру, препятствующую их охлаждению или повреждению холодной росой.

## Недифференцируемый околоцветник
У некоторых таксонов, например у некоторых магнолий и кувшинок, околоцветник состоит не из мутовок (наружного и внешнего круга листочков), а листочки расположены в узлах по спирали. Цветы со спиральными околоцветниками, как правило, также имеют недифференцированный околоцветник.

Считается, что недифференцированные листочки околоцветника являются предковым состоянием цветковых растений. Например, амборелла (Amborella), которая, как полагают, отделилась раньше всех в эволюции цветковых растений, имеет цветы с недифференцированными листочками околоцветника. Таким образом, отдельные лепестки и чашелистики возникли в результате дифференциации, вероятно, в ответ на опыление животными. 

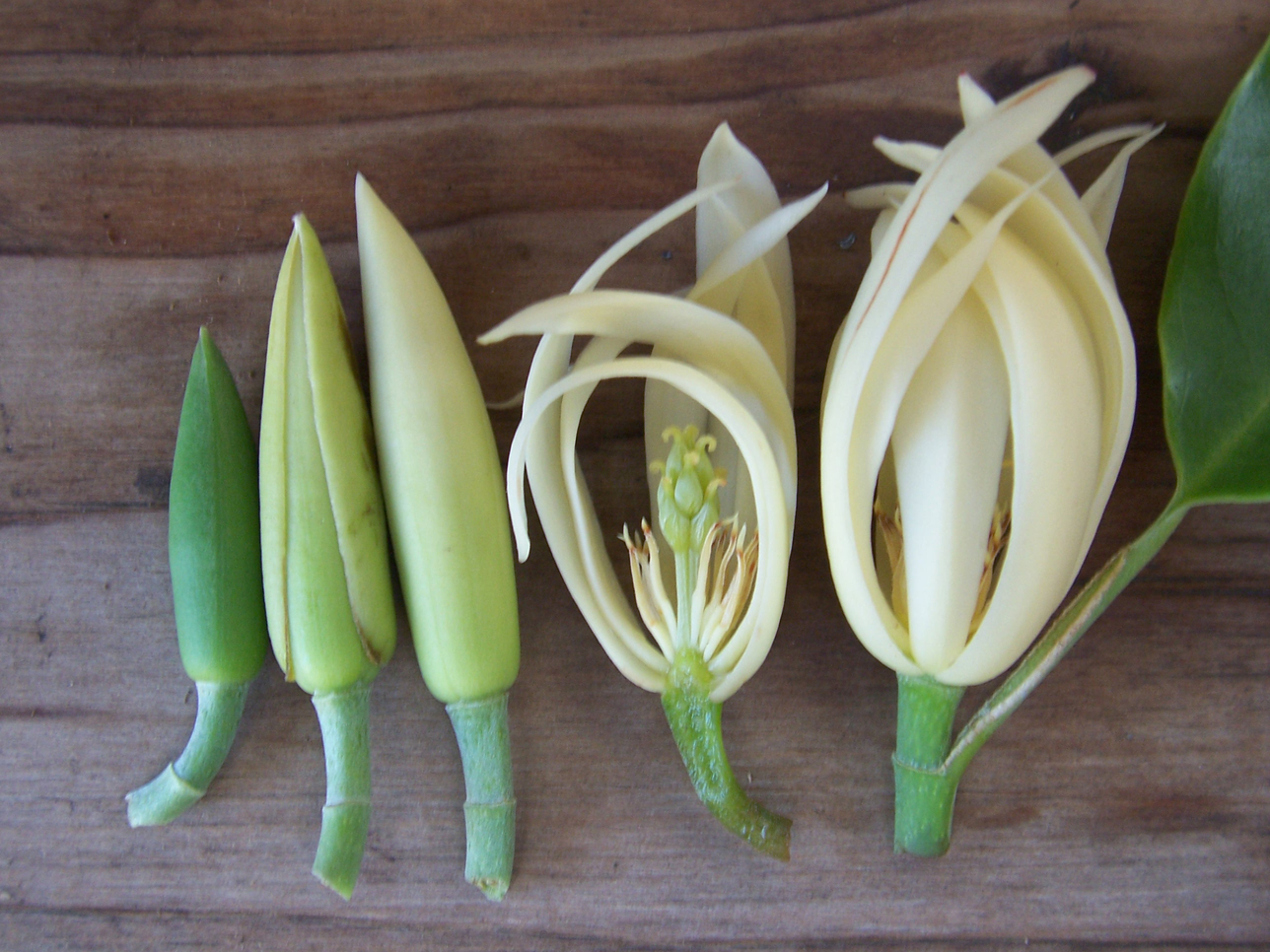
Цветы Magnolia × alba с листочками околоцветника на разных стадиях развития.
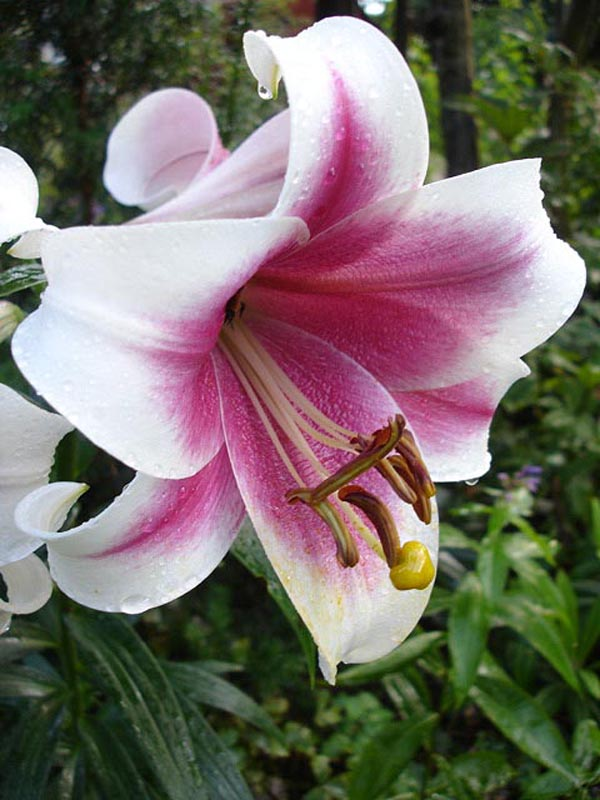
Цветок лилии с шестью листочками околоцветника: три внешних — чашелистики, а три внутренних — лепестки.
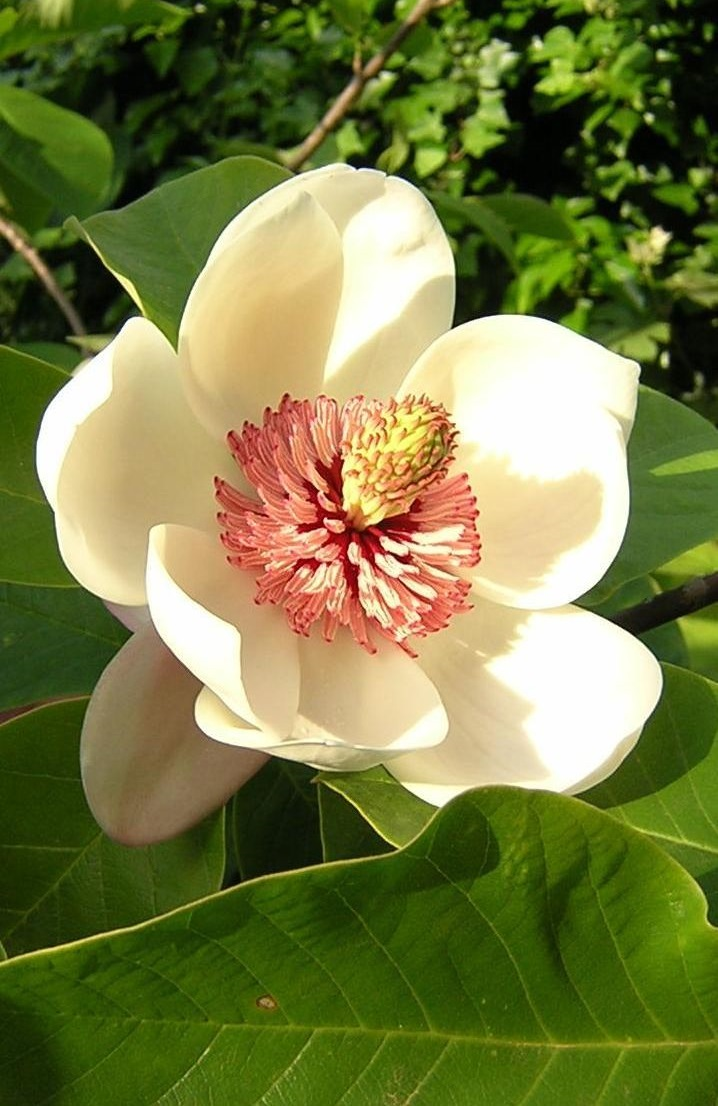
Листочки околоцветника магнолии Magnolia × wieseneri
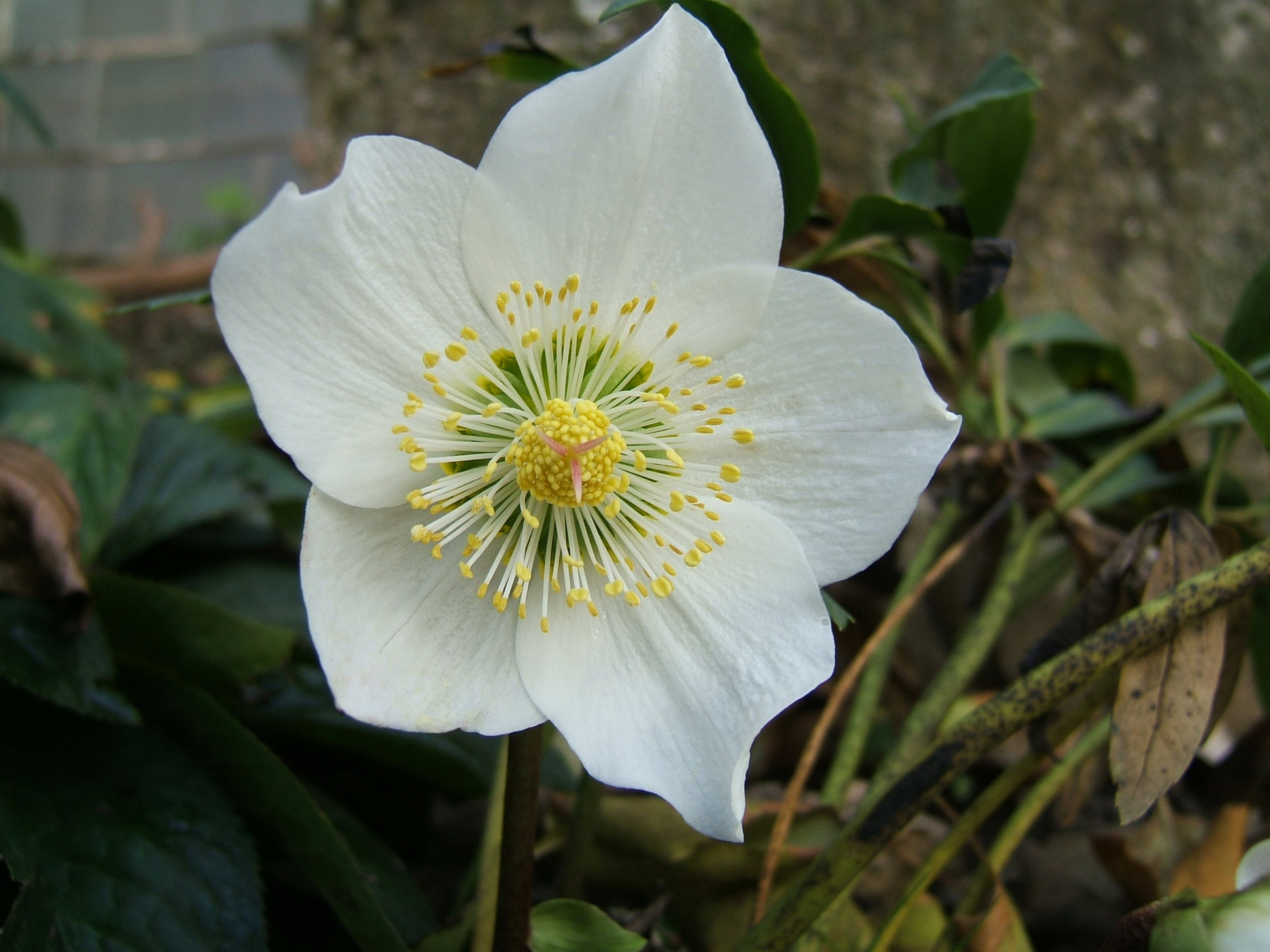
Цветок морозника с лепестковидными чашелистиками
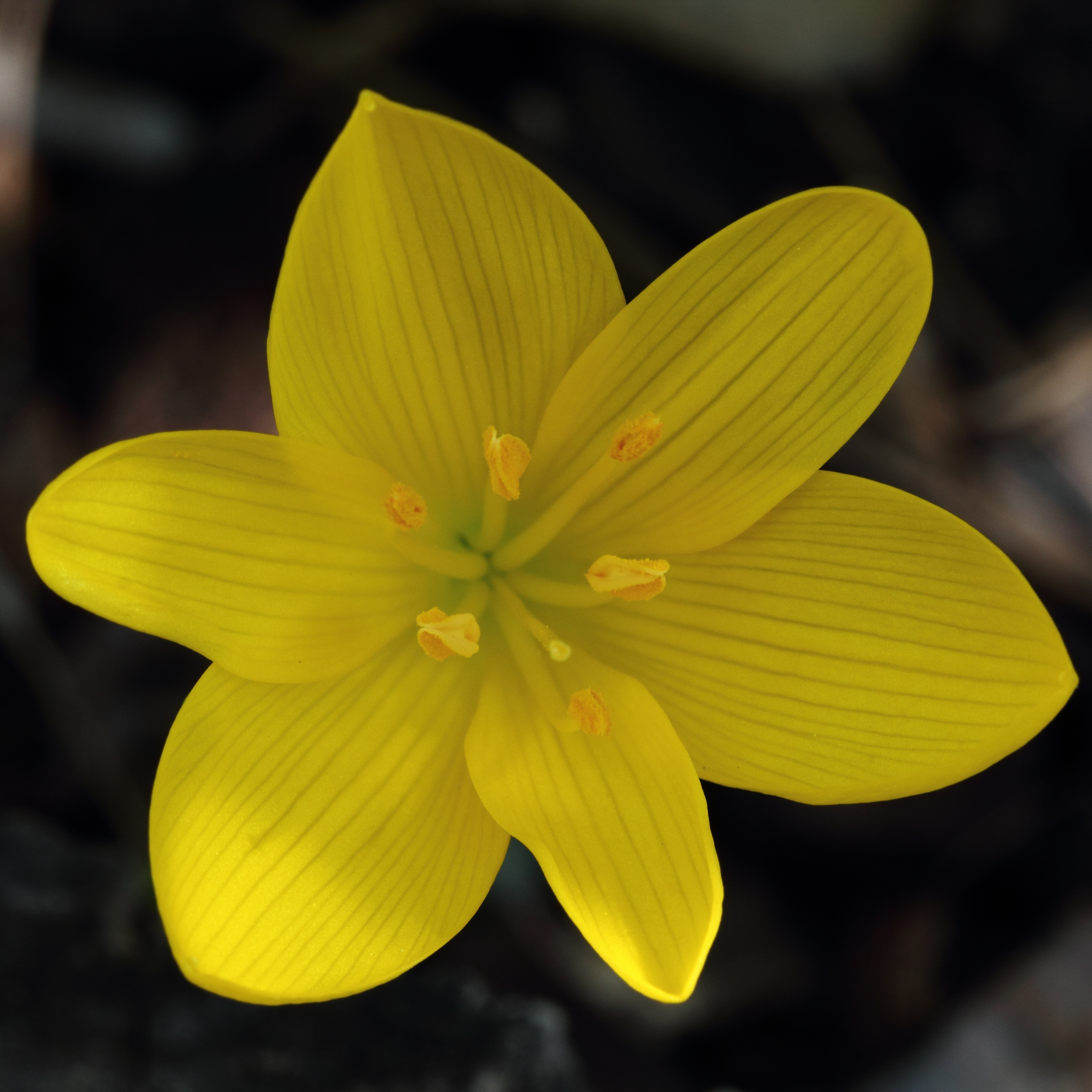
Цветок Sternbergia lutea с двумя мутовками листочков околоцветника.
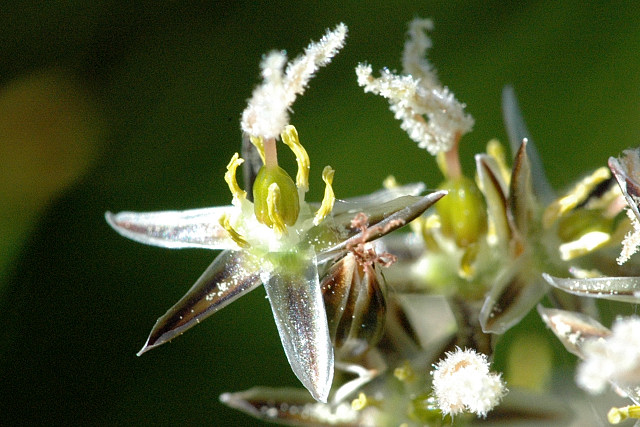
6 листочков околоцветника (3 внутренних, 3 внешних) цветка Juncus squarrosus
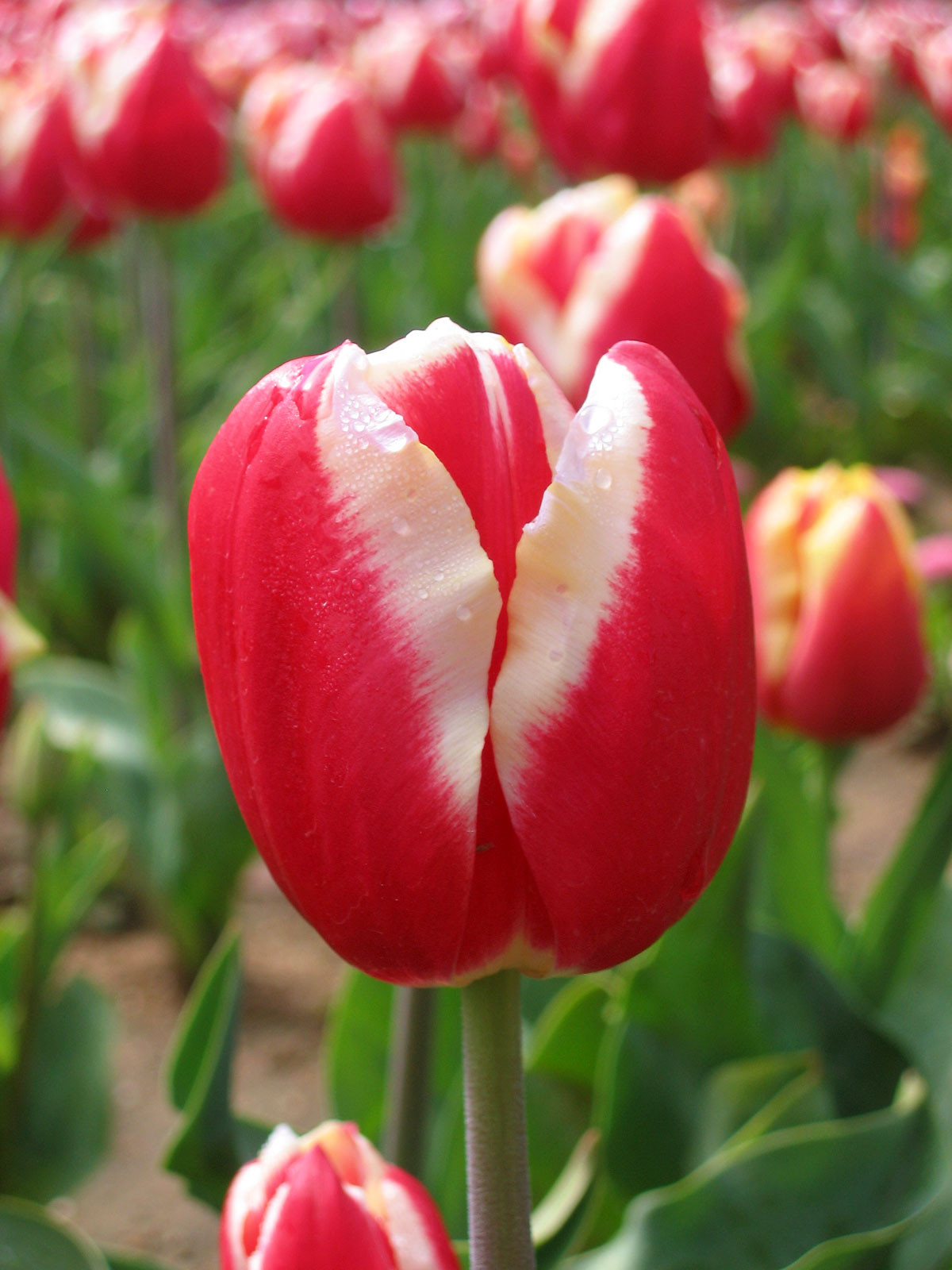
Цветок тюльпана с лепесткообразными листочками околоцветника
Диаграмма цветка тюльпана. Розовым изображены листочки околоцветника. Три наружных и три врутренних

У типичных современных цветов внешний или охватывающая мутовка листочков образует чашелистики, предназначенные для защиты цветочного бутона во время его развития, а внутренний оборот образует венчик, привлекающие опылителей. Листочки околоцветника, образованные похожими чашелистиками и лепестками, распространены у однодольных, особенно у «лилиоидных однодольных». Например, у тюльпанов и первый, и второй мутовки содержат структуры, похожие на лепестки. Они слиты у основания, образуя одну большую эффектную шестираздельную структуру (околоцветник). У лилий органы первого оборота отделены от второго, но все выглядят одинаково, поэтому все эффектные части часто называют листочками околоцветника. Там, где в принципе можно отличить чашелистики и лепестки, использование термина «околоцветник» не всегда единообразно - некоторые авторы будут ссылаться на «чашелистики и лепестки», тогда как другие используют «цветочки околоцветника» в том же контексте. У некоторых растений цветки не имеют лепестков, а все листочки околоцветника представляют собой чашелистики, видоизмененные так, чтобы выглядеть как лепестки. Эти органы описываются как лепестковидные, например, чашелистики чемерицы. Когда недифференцированные листочки околоцветника напоминают лепестки, их также называют «лепестковыми», как у лепестковидных однодольных, отрядов однодольных с ярко окрашенными листочками околоцветника. Поскольку к ним относятся Liliales, альтернативное название — лилиоидные однодольные.

## Корона
Дополнительной структурой у некоторых растений (например, у нарцисса, пассифлоры (страстоцвета), некоторых видов семейства Амариллисовые) является дополнительный венчик, трубка или корона, набор придатков адаксиальной ткани, отходящих от венчика или с внешнего края из тычинок. Она часто располагается там, где лепестки венчика выходят из трубки венчика.
В цветке может быть более одной короны. Ваточники (Asclepias spp.) имеют три очень разные коронки, которые в совокупности образуют сложную систему опыления, при которой насекомое попадает в ловушку. Некоторые виды страстоцвета (Passiflora spp.) имеют до восьми коронок, расположенных концентрическими мутовками. Паппус у семейства астровых (Asteraceae), который считается видоизмененной чашечкой, также называется коронкой, если он имеет форму короны.
Функции короны:
- Привлечение опылителей. Корона может быть ярко окрашенной, контрастной по цвету и форме, что делает цветок более заметным и привлекательным для насекомых, птиц и других опылителей.
- Указание пути к нектару. Как и  указатели нектара, корона может направлять опылителя к нектарникам. Особенно это важно у цветков с глубокой трубкой: корона становится визуальной или тактильной подсказкой, где искать пищу.
- Защита нектарников. У некоторых растений (например, нарциссов) корона частично окружает нектарники и тычинки, защищая их от дождя, ветра или мелких ненужных посетителей, которые не выполняют опыление.
- Участие в сложных механизмах опыления. У ваточников (Asclepias) корона образует часть сложной «ловушки» для насекомых: ноги опылителя временно застревают, и это увеличивает вероятность переноса пыльцы.

Короны
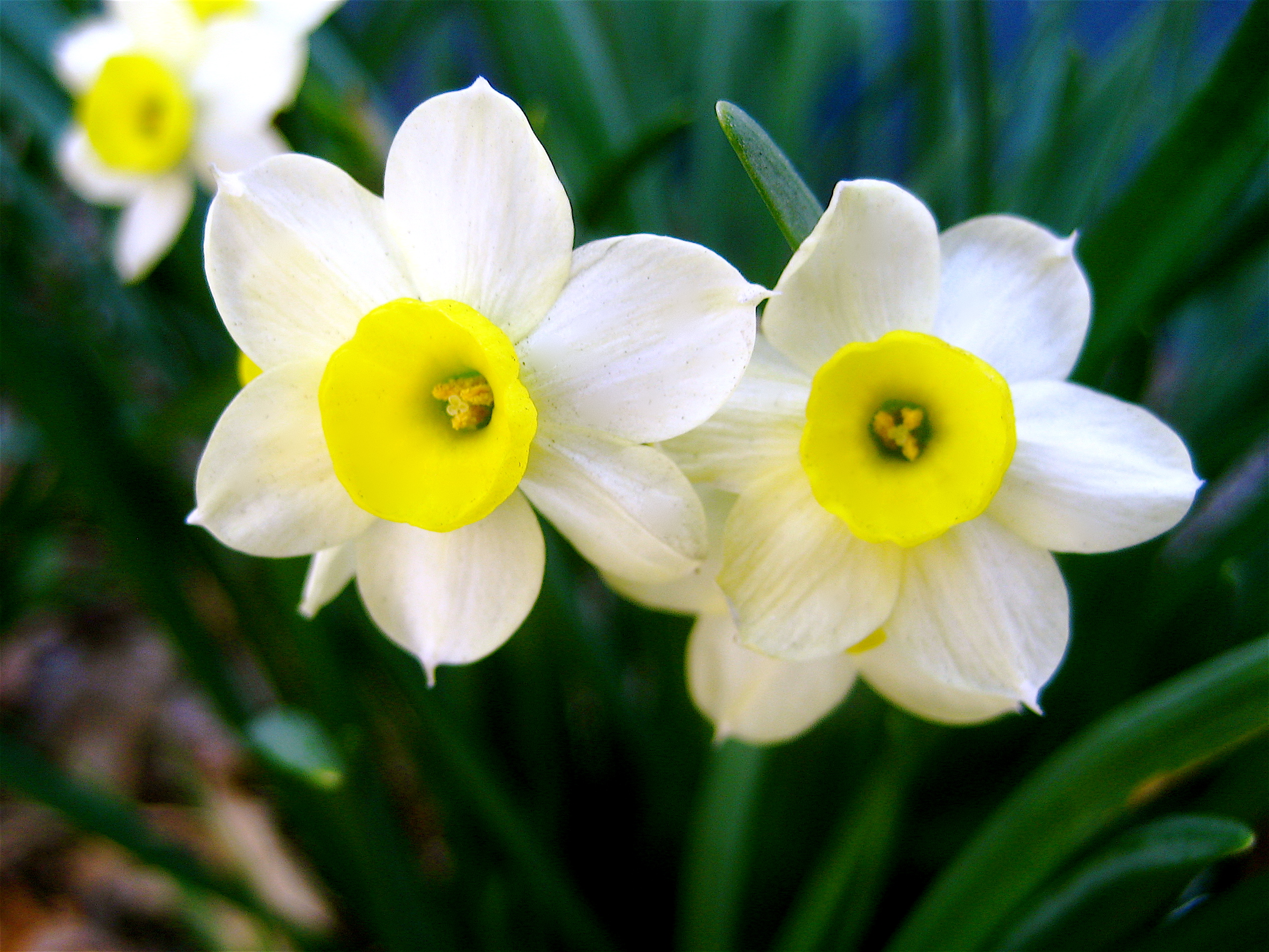
Цветок нарцисса (Narcissus) с внешним белым венчиком и центральной желтой коронкой (параперигоний).
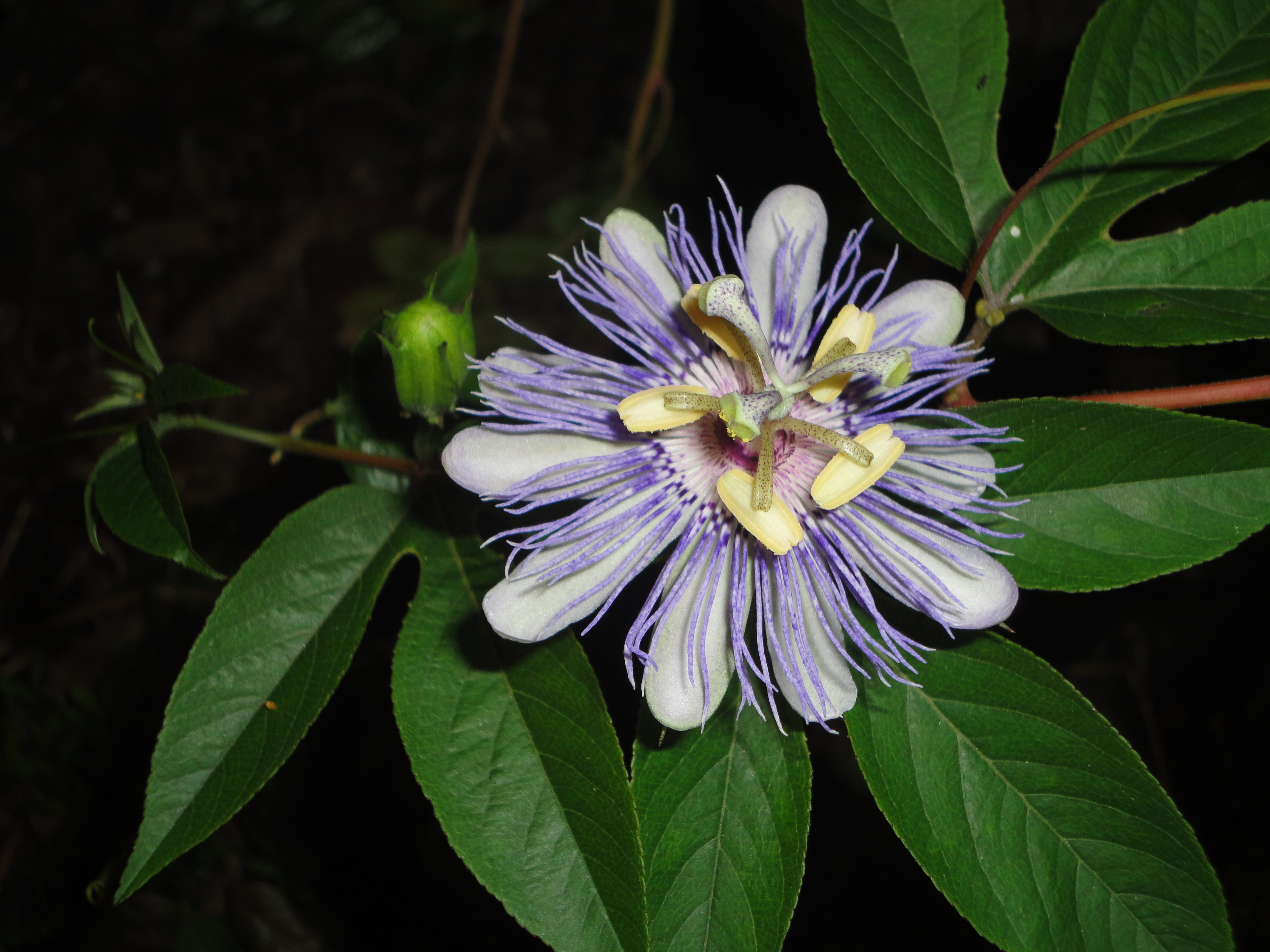
Цветок страстоцвета мясо-красного (Passiflora incarnata) с венчиком тонких придатков между лепестками и тычинками.
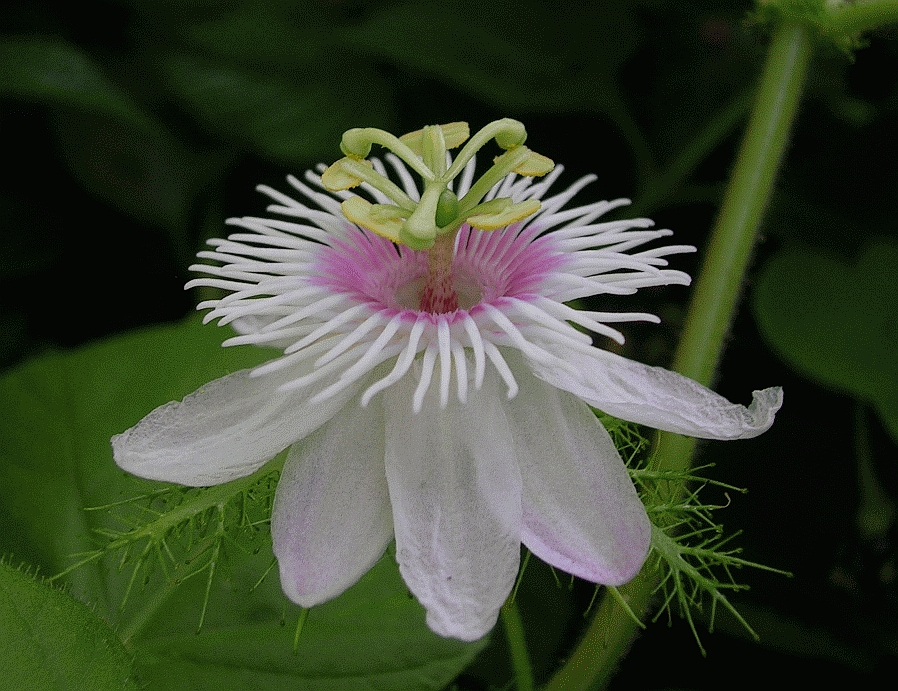
Страстоцвет вонючий (Passiflora foetida)
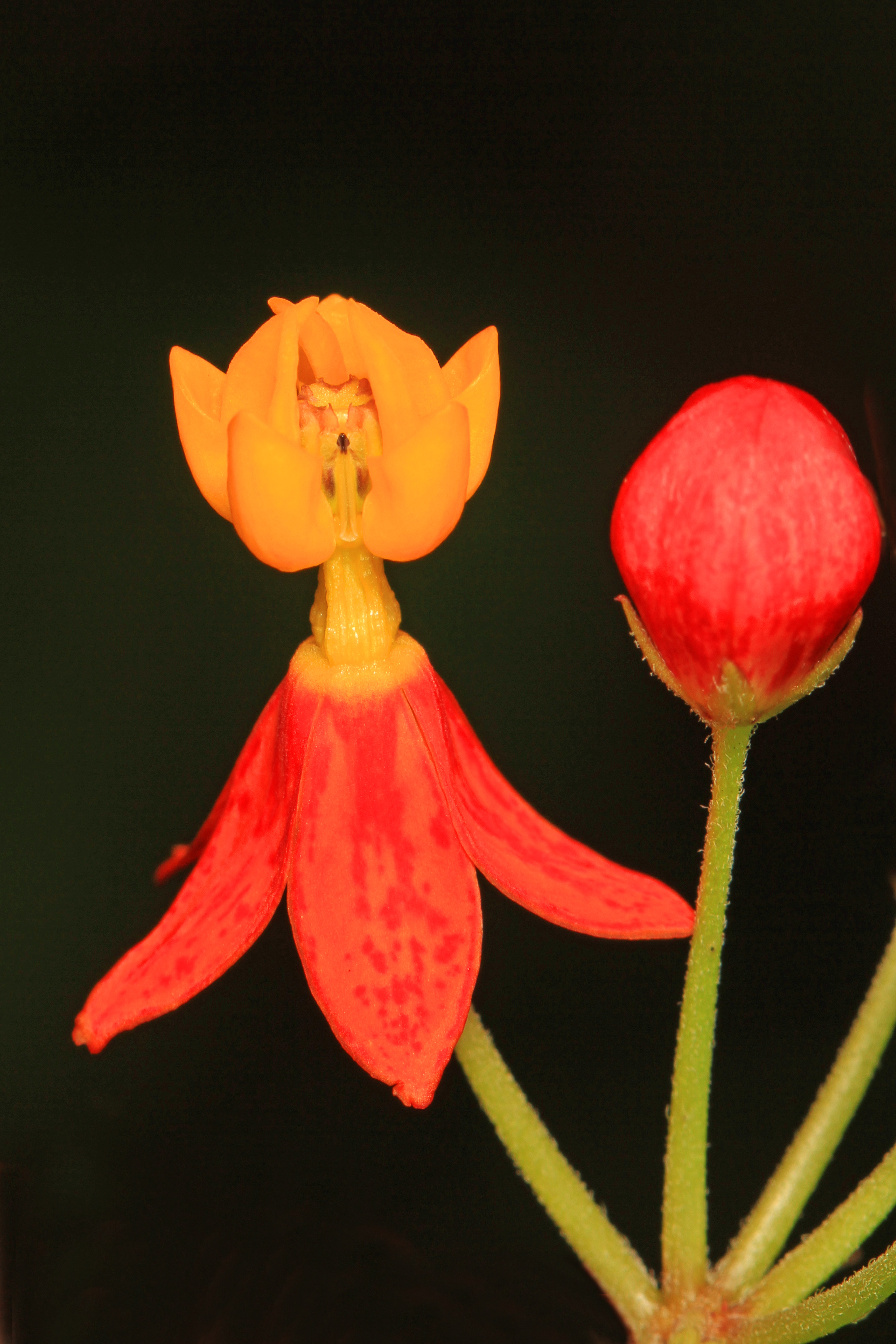
Цветок Ваточник кюрасавский (Asclepias curassavica) с тремя коронами
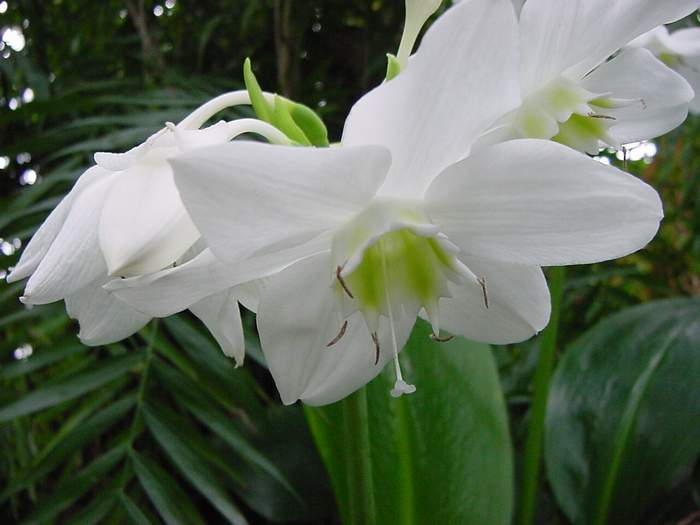
Цветок Eucharis amazonica. Корону образуют разросшиеся тычиночные нити. У разных видов рода эухарис цвет короны варьируется от зелёного до жёлтого.
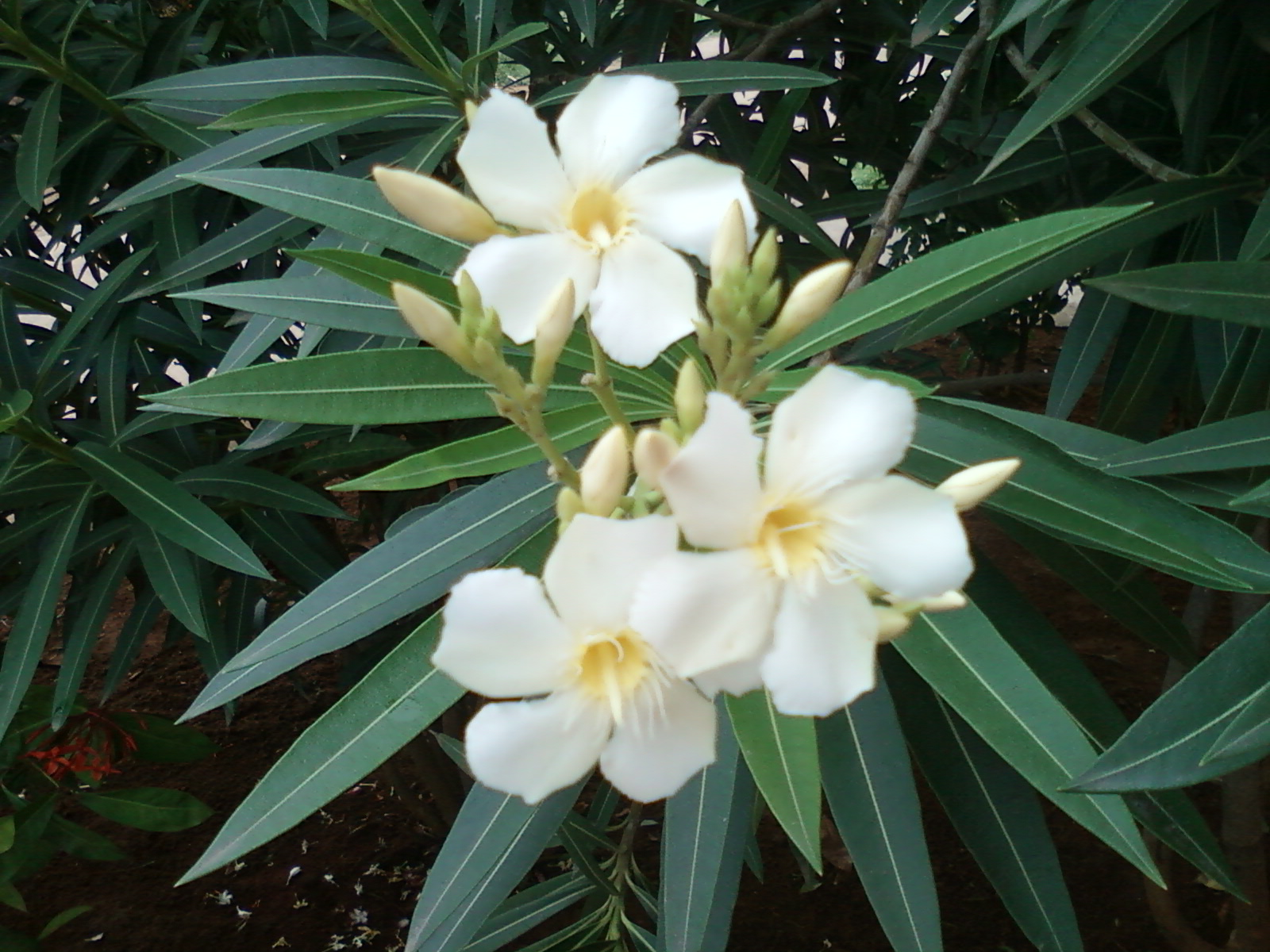
Цветки олеандра (Nerium oleander) с коронами